# Michael Krömer
Michael Krömer ist ein deutscher Polizeibeamter im Ruhestand und langjähriger Direktionsleiter im Geschäftsbereich der Polizei Berlin. 2018 übernahm er kommissarisch die Ämter des Polizeipräsidenten bzw. des Polizeivizepräsidenten.

## Werdegang
Krömer trat 1974 in Berlin in den gehobenen Dienst der Polizei ein und absolvierte 1986 die Laufbahnprüfung für den höheren Polizeivollzugsdienst.
Als Polizeirat übernahm er Aufgaben im Lagedienst der Direktion 2, ehe er in die Senatsverwaltung für Inneres und Sport als Leiter des dortigen Lagedienstes wechselte. 
Im Anschluss wurde er Leiter der Direktion 6. Von 2000 bis 2005 war er Chef des Stabsbereichs Einsatz beim Polizeipräsidenten, ehe er zum Leiter der damaligen  Direktion 3 ernannt wurde. 2015 übernahm er dieselbe Funktion in der Direktion 5. 
Als Polizeivollzugsbeamter führte er zuletzt den Dienstgrad eines Direktors beim Polizeipräsidenten und war zudem der dienstälteste Direktionsleiter Berlins.
Krömer galt als erfahrener Polizeiführer und leitete u. a. Einsätze zum 1. Mai in Berlin, die ihm aufgrund seiner sensiblen Taktik Anerkennung auf allen Seiten einbrachte. 
Nachdem am 26. Februar 2018 Polizeipräsident Klaus Kandt vorzeitig in den Ruhestand versetzt wurde, beauftragte Innensenator Andreas Geisel Krömer kommissarisch mit der vorübergehenden Aufgabenwahrnehmung als Polizeipräsident.
Am 10. April 2018 wurde schließlich Barbara Slowik zur neuen Polizeipräsidentin ernannt und Krömer wiederum mit der Besetzung des vakanten Postens des Polizeivizepräsidenten beauftragt.
Mit Ablauf des August 2018 trat Krömer in den Ruhestand. Er wurde mit einem großen Festakt in der Spandauer Zitadelle durch Polizeipräsidentin Slowik feierlich verabschiedet.